# 三氯化钨
三氯化钨是一种无机化合物，化学式为W6Cl18。它是一种八面体簇合物，为棕色固体，可由二氯化钨的氯化反应得到。这种簇合物有着12个双氯桥配体，其结构和铌或钽的氯化物类似。相比之下，W6Cl12只有8个三氯桥。
六氯化钨被铋还原，可以得到混合价态W(III)-W(IV)的氯化物：
9 WCl6  +  8 Bi  →   3 W3Cl10  +  8 BiCl3